# Murat Aygen
Murat Aygen, pseudonimo di Murat Ağlatçı (Diyarbakır, 29 ottobre 1971), è un attore turco, noto per aver interpretato il ruolo di Tanju Korman nella serie Il dottor Alì (Mucize Doktor).

## Biografia
Murat Ağlatçı è nato il 29 ottobre 1971 a Diyarbakır (Turchia); nel 1992 ha studiato presso la facoltà di biologia dell'Università di Istanbul. Nel 1998, dopo essersi interessato alla recitazione, ha deciso di cambiare percorso di studi, così si è iscritto presso la facoltà di recitazione del dipartimento di teatro musicale dell'Università Mimar Sinan, dove alcuni anni dopo ha conseguito la laurea e nel 2002 ha ottenuto un master sull'opera. Tra il 1991 e il 1995, con il nome d'arte Murat Aygen, ha lavorato sul palco in vari luoghi, tra cui il teatro comunale di Istanbul. Negli anni successivi ha lavorato come terapista, solista e docente in numerose istituzioni e organizzazioni.
Murat Aygen nel 1998 ha iniziato la sua carriera di recitazione nella serie Örümcek con il ruolo di Kemal. Ad essa sono seguite varie serie come nel 2000 in Evdeki Yabancı, nel 2008 in Paramparça Aşklar con il ruolo di Cem, nel 2009 in Kül ve Ateş con il ruolo del dottor Hakan, nel 2011 in Dedektif Memoli con il ruolo di Kürşat, dal 2013 al 2015 in Medcezir con il ruolo di Faruk Beylice, nel 2015 in Maral: En Güzel Hikayem con il ruolo di Hakan, nel 2016 e nel 2017 in Bodrum Masalı con il ruolo di Evren Ergüven, nel 2017 in İstanbullu Gelin con il ruolo di Can, nel 2018 in Şahin Tepesi con il ruolo di Demir Akdora, dal 2019 al 2021 ne Il dottor Alì (Mucize Doktor) con il ruolo di Tanju Korman, dal 2021 al 2023 in Yasak Elma con il ruolo di Dogan Yildirim, nel 2024 in Korkma Ben Yanındayım con il ruolo di Turgut Ulusöz. Nel 2021 ha ricoperto il ruolo di Vedat nella web serie Öğrenci Evi.
Nel corso della sua carriera ha recitato in lungometraggi come nel 2005 in Ankara Ekspresi con il ruolo di Binbaşı Seyfi, nel 2010 in Av Mevsimi con il ruolo di Şevket Altun e nel 2018 in Yanımda Kal con il ruolo di Ahmet, mentre nel 2018 ha ricoperto il ruolo di Adem nel cortometraggio The Names are Lost First. Ha anche preso parte ad alcuni programmi televisivi come nel 2021 in Memet Özer ile Mutfakta, nel 2023 in Aslı Şafak ile İşin Aslı, in Arda ile Omuz Omuza e in Bambaşka Sohbetler.

## Vita privata
Murat Aygen dal 2010 è sposato con l'attrice Nihan Aslı Elmas, dalla quale ha avuto una figlia che si chiama Nil.

## Filmografia

### Cinema
- Ankara Ekspresi, regia di Mustafa Yaşar (2005)
- Av Mevsimi, regia di Yavuz Turgul (2010)
- Yanımda Kal, regia di Mustafa Uğur Yağcıoğlu (2018)

### Televisione
- Örümcek – serie TV (Show TV, 1998)
- Evdeki Yabancı – serie TV (Kanal D, 2000)
- Paramparça Aşklar – serie TV (Kanal 1, 2008)
- Kül ve Ateş – serie TV, 9 episodi (Star TV, 2009)
- Dedektif Memoli – serie TV, 8 episodi (TNT, 2011)
- Medcezir – serie TV, 77 episodi (Star TV, 2013-2015)
- Maral: En Güzel Hikayem – serie TV, 17 episodi (TV8, 2015)
- Bodrum Masalı – serie TV, 42 episodi (Kanal D, 2016-2017)
- İstanbullu Gelin – serie TV, 40 episodi (Star TV, 2017)
- Şahin Tepesi – serie TV, 6 episodi (ATV, 2018)
- Il dottor Alì (Mucize Doktor) – serie TV, 64 episodi (Fox, 2019-2021)
- Forbidden Fruit (Yasak Elma) – serie TV, 67 episodi (Fox, 2021-2023)
- Korkma Ben Yanındayım – serie TV (Now, 2024)

### Web TV
- Öğrenci Evi – web serie, 10 episodi (Exxen, 2021)

### Cortometraggi
- The Names are Lost First, regia di Ayse Nur Gencalp (2019)

## Programmi televisivi
- Memet Özer ile Mutfakta (Fox, 2021) – Guest star
- Aslı Şafak ile İşin Aslı (BloombergHT, 2023) – Guest star
- Arda ile Omuz Omuza (Kanal D, 2023) – Guest star
- Bambaşka Sohbetler (NTV, 2023) – Guest star

## Doppiatori italiani
Nelle versioni in italiano dei suoi film e delle sue serie TV, Murat Aygen è stato doppiato da:
- Dario Oppido[25] ne Il dottor Alì[26]